# Plaça de la República

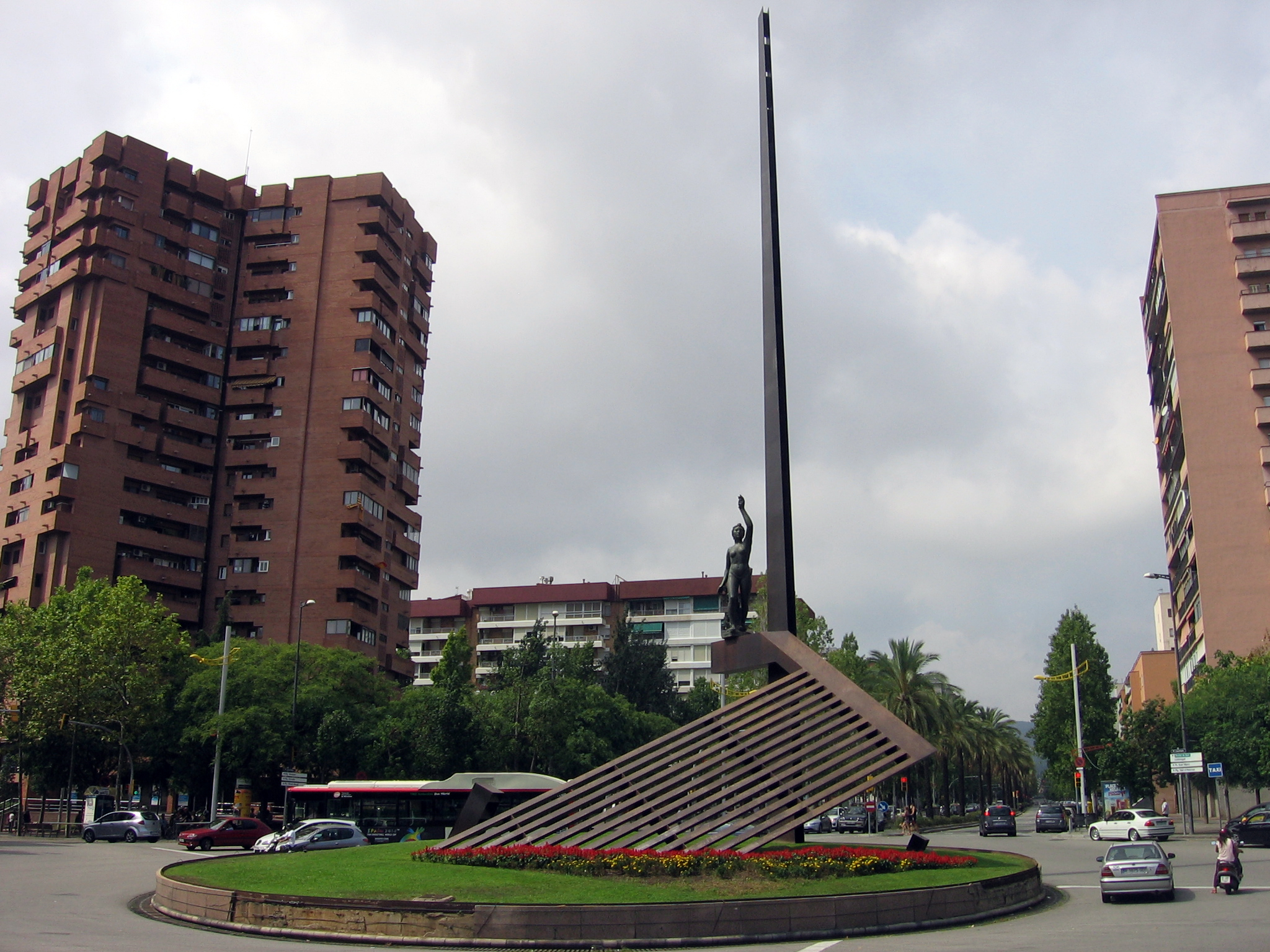
Plaça de la República

Plaça de la República, voorheen Plaça de Llucmajor, is een plein in de Spaanse stad Barcelona, officieus beschouwd als het midden van het district Nou Barris. Het is de kruising van drie lanen: Passeig de Valldaura, Passeig de Verdum en Via Júlia. Dit plein is ook de grens tussen vier buurten van het district: Guineueta, Prosperitat, Porta and Verdum.
Het plein is een grote rotonde met in het midden, sinds 1990, een 30 meter hoog metalen monument gemaakt door Josep Viladomat. Het monument is vervaardigd in de jaren 30, heet La República, en bevat de beeltenis van Francesc Pi i Margall. Dit monument was eigenlijk bedoeld voor de meer bekendere kruising Passeig de Gràcia en Avinguda Diagonal, waar nu een monument uit de Francotijd staat. Bij het plein ligt het metrostation Llucmajor.
Op 29 november 2015 besloot de gemeenteraad van Barcelona het plein te hernoemen naar Plaça de la República. De verandering ging van kracht vanaf 14 april 2016.